# Agrostophyllum indifferens
Agrostophyllum indifferens är en orkidéart som beskrevs av Johannes Jacobus Smith. Agrostophyllum indifferens ingår i släktet Agrostophyllum och familjen orkidéer. Inga underarter finns listade i Catalogue of Life.